# Gregorio Lloret
Gregorio A. Lloret (Buenos Aires, 10 de abril de 1910-9 de mayo de 1990) fue un militar y aviador argentino, perteneciente a la Armada.
En 1947 comandó el primer vuelo de la Aviación Naval Argentina en la Antártida. Se desempeñó como gobernador del Territorio Nacional de la Tierra del Fuego, Antártida e Islas del Atlántico Sur en dos oportunidades, la primera de ellas entre 1969 y 1973, durante la dictadura de la Revolución Argentina, y la segunda de 1975 a 1976, durante el gobierno de María Estela Martínez de Perón.

## Biografía

### Carrera militar
Nació en la ciudad de Buenos Aires en 1910. Ingresó a la Armada Argentina en 1926, egresando de la Escuela Naval Militar en 1933 como guardiamarina, integrando la promoción 59. A partir de 1937 realizó su carrera militar en la Aviación Naval, recibiendo cursos de perfeccionamiento como piloto aviador naval en Estados Unidos. De aquel país recibió una Legión al Mérito en grado oficial.
Fue comandante de la Agrupación Aeronaval Antártica, y en diciembre de 1947, fue el piloto de la primera aeronave de la Aviación Naval, un Douglas DC-4 de matrícula CTA-12, que sobrevoló la Antártida Argentina partiendo desde el continente, específicamente desde el Aeródromo de Comandante Luis Piedrabuena en el entonces territorio nacional de Santa Cruz. Aquel fue también el primer cruce en vuelo argentino sobre el Pasaje Drake y cruce del círculo polar antártico.
Fue comandante de la Aviación Naval en 1951. Pasó a retiro en 1956, con el grado de capitán de navío.

### Gobernador de Tierra del Fuego
En 1969, fue designado gobernador del Territorio Nacional de la Tierra del Fuego, Antártida e Islas del Atlántico Sur por el presidente de facto Juan Carlos Onganía. Ocupó el cargo hasta 1973. Durante su gobernación, fue fundada la ciudad de Tolhuin (tercera localidad de la isla) en 1972, asistiendo el presidente de facto Alejandro Agustín Lanusse, y comenzó a implementarse la Ley de Promoción Económica N.° 19.640, siendo ministro de Economía del territorio Mariano Viaña, que desarrolló la industria local.
En abril de 1970, había dictado un decreto subdividiendo el territorio en cuatro departamentos: Río Grande; Ushuaia; Islas del Atlántico Sur; y Sector Antártico Argentino. Al departamento Ushuaia incorporó las islas Picton, Nueva y Lennox y las demás islas al este del meridiano del cabo de Hornos, que se hallaban en disputa con Chile.
Volvió a la gobernación de Tierra del Fuego entre 1975 y 1976, designado por la presidenta María Estela Martínez de Perón. En su segundo período, comenzó a funcionar la Escuela Nacional Técnica N.° 1 en Ushuaia.

### Fallecimiento
Falleció en mayo de 1990, a los 80 años.